# Royal Waterloo Golf Club
Royal Waterloo Golf Club is een Belgische golfclub in Lasne, vlak bij Waterloo.

## Geschiedenis
Sinds 1923 speelde de club in Sint-Genesius-Rode, maar in 1960 verhuisde zij naar de huidige locatie.
Op 18 december 1946 was de club betrokken bij de oprichting van de Koninklijke Belgische Golf Federatie samen met de Royal Golf Club de Belgique, de Royal Antwerp Golf Club, de Golf Club de Sart-Tilman, de Royal Golf Club les Buttes Blanches, de Royal Golf Club du Hainaut, de Golf Club des Fagnes en de Royal Zoute Golf et Tennis Club.

## De baan

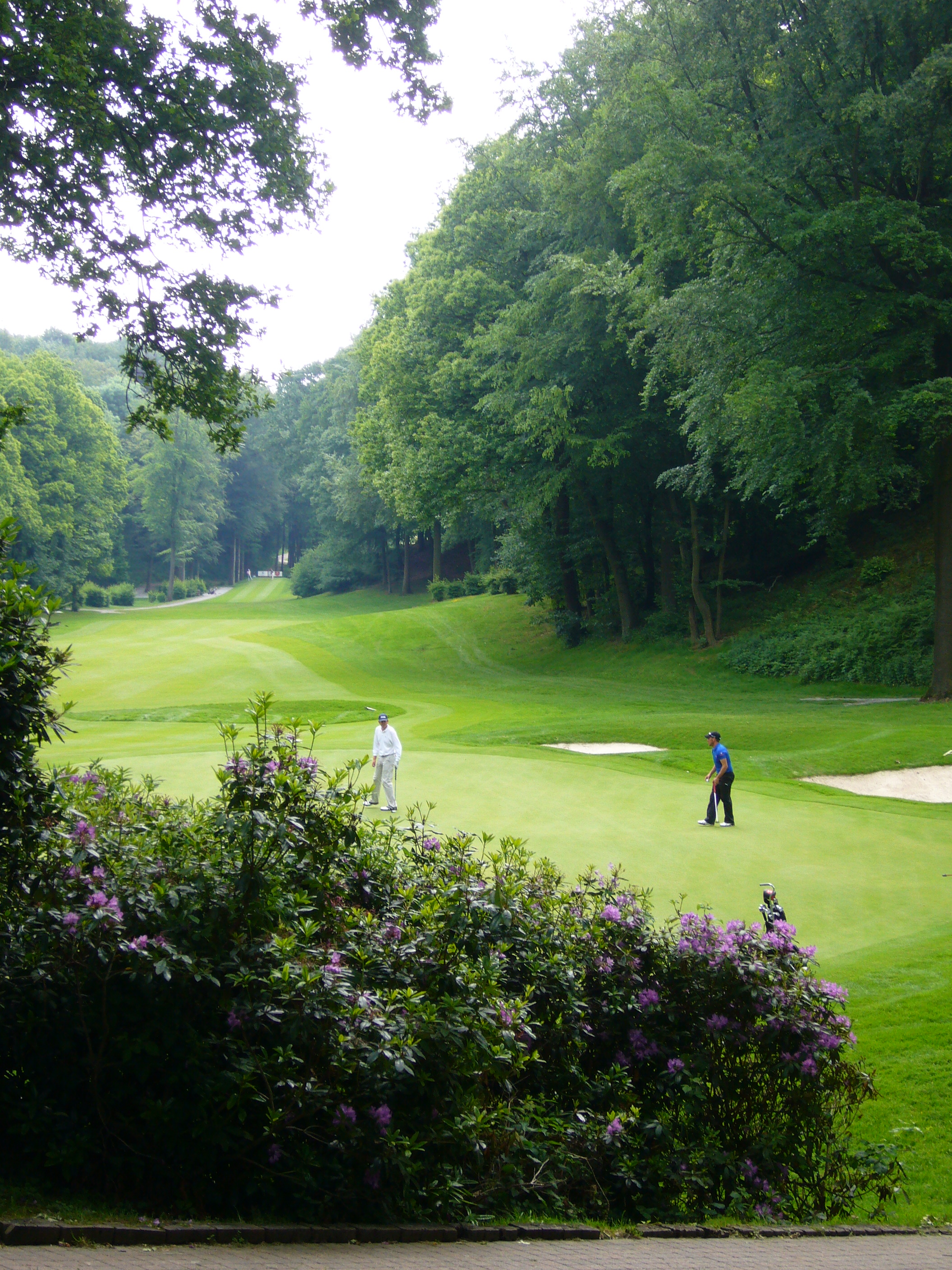
Hole 4 met Rolf Muntz en José-Filipe Lima.

Er zijn twee 18 holesbanen, Le Lion en La Marache, en een 9 holesbaan, Le Bois-Héros:
- La Marache is in 1960 aangelegd door Fred Hawtree. Zijn zoon Martin heeft de greens in 2004-2005 geheel gerenoveerd. De baan heeft een par van 72.
- Le Lion is in 1980 aangelegd. De baan heeft een par van 72.
- Le Bois Héros heeft een par van 33 en ligt op een heuvelachtig terrein. De greens zijn van Martin Hawktree.

## Toernooien
Deze golfclub is gastheer geweest van veel grote professionele toernooien:
- Belgisch Open (golf): 1934, 1938, 1946, 1953, 1979, 1987, 1989, 1990, 1991
- Perrier European Pro-Am: 1991, 1995, 1996, 1997
- Belgian Challenge Open: 2007, 2009 en 2011